# Municipio de Pilot (condado de Cherokee)
El municipio de Pilot (en inglés Pilot Township) es un municipio ubicado en el condado de Cherokee en el estado estadounidense de Iowa. En el año 2010 tenía una población de 242 habitantes y una densidad poblacional de 2,6 personas por km².

## Geografía
El municipio de Pilot se encuentra ubicado en las coordenadas 42°41′39″N 95°34′6″O / 42.69417, -95.56833. Según la Oficina del Censo de los Estados Unidos, el municipio tiene una superficie total de 93.08 km², de la cual 93,04 km² corresponden a tierra firme y (0,04 %) 0,04 km² es agua.

## Demografía
Según el censo de 2010, había 242 personas residiendo en el municipio de Pilot. La densidad de población era de 2,6 hab./km². De los 242 habitantes, el municipio de Pilot estaba compuesto por el 98,35 % blancos, el 0,41 % eran afroamericanos, el 1,24 % eran de otras razas. Del total de la población el 1,24 % eran hispanos o latinos de cualquier raza.